# Pseudoprosopis fischeri
Pseudoprosopis fischeri là một loài thực vật có hoa trong họ Đậu. Loài này được (Taub.) Harms miêu tả khoa học đầu tiên.